# Ostin Mungiu
Ostin Mungiu (n. 16 octombrie 1941 – d. 11 octombrie 2021, Iași) a fost un medic român, care a introdus disciplina algeziologiei (studiul durerii) în România. A făcut studiile universitare la Universitatea de Medicină și Farmacie din Iași. În 1971 a plecat în America, unde a lucrat timp de un an la un institut de cercetare a cancerului. În anul 1997 a introdus la Universitatea de Medicină din Iași algeziologia, pentru ca în 2002 să înființeze un centru de studiu și terapie a durerii. Este de asemenea autorul unui tratat de algeziologie. Ostin Mungiu este tatăl politologei Alina Mungiu-Pippidi și al regizorului Cristian Mungiu. 

## Lucrări
- Chiriac, Horia, Anca-Eugenia Moga, Gheorghe Iacob, Ostin C. Mungiu. Amorphous magnetic microspheres for biomedical applications. Journal of magnetism and magnetic materials, vol. 293, nr. 1 (2005): pp. 28–32
- Mosoiu, Daniela, Ostin C. Mungiu, Bogdan Gigore, Alison Landon. Romania: changing the regulatory environment. Journal of pain and symptom management, vol. 33, nr. 5 (2007): pp. 610–614
- Oprea, Ana-Maria, Diana Ciolacu, Andrei Neamtu, Ostin C. Mungiu, Bogdan Stoica, Cornelia Vasile. Cellulose/chondroitin sulfate hydrogels: Synthesis, drug loading/release properties and biocompatibility. Cellulose Chemistry & Technology, vol. 44, nr. 9 (2010): p. 369–378
- Silion, Mihaela, Doina Hritcu, Irina M. Jaba, Bogdan Tamba, Dunarea Ionescu, Ostin C. Mungiu, Ionel Marcel Popa. In vitro and in vivo behavior of ketoprofen intercalated into layered double hydroxides. Journal of Materials Science: Materials in Medicine, vol. 21, nr. 11 (2010): pp. 3009–3018
- Sorodoc, Victorita, Irina M. Jaba, Catalina Lionte, Ostin C. Mungiu, Laurentiu Sorodoc. Epidemiology of acute drug poisoning in a tertiary center from Iasi County, Romania. Human & experimental toxicology, vol. 30, nr. 12 (2011): pp. 1896–1903